# Gmina Radków
Die Gmina Radków ist eine Stadt- und Landgemeinde im Powiat Kłodzki der Woiwodschaft Niederschlesien in Polen. Ihr Sitz ist die gleichnamige Stadt (deutsch: Wünschelburg) mit etwa 2400 Einwohnern.

## Geographie

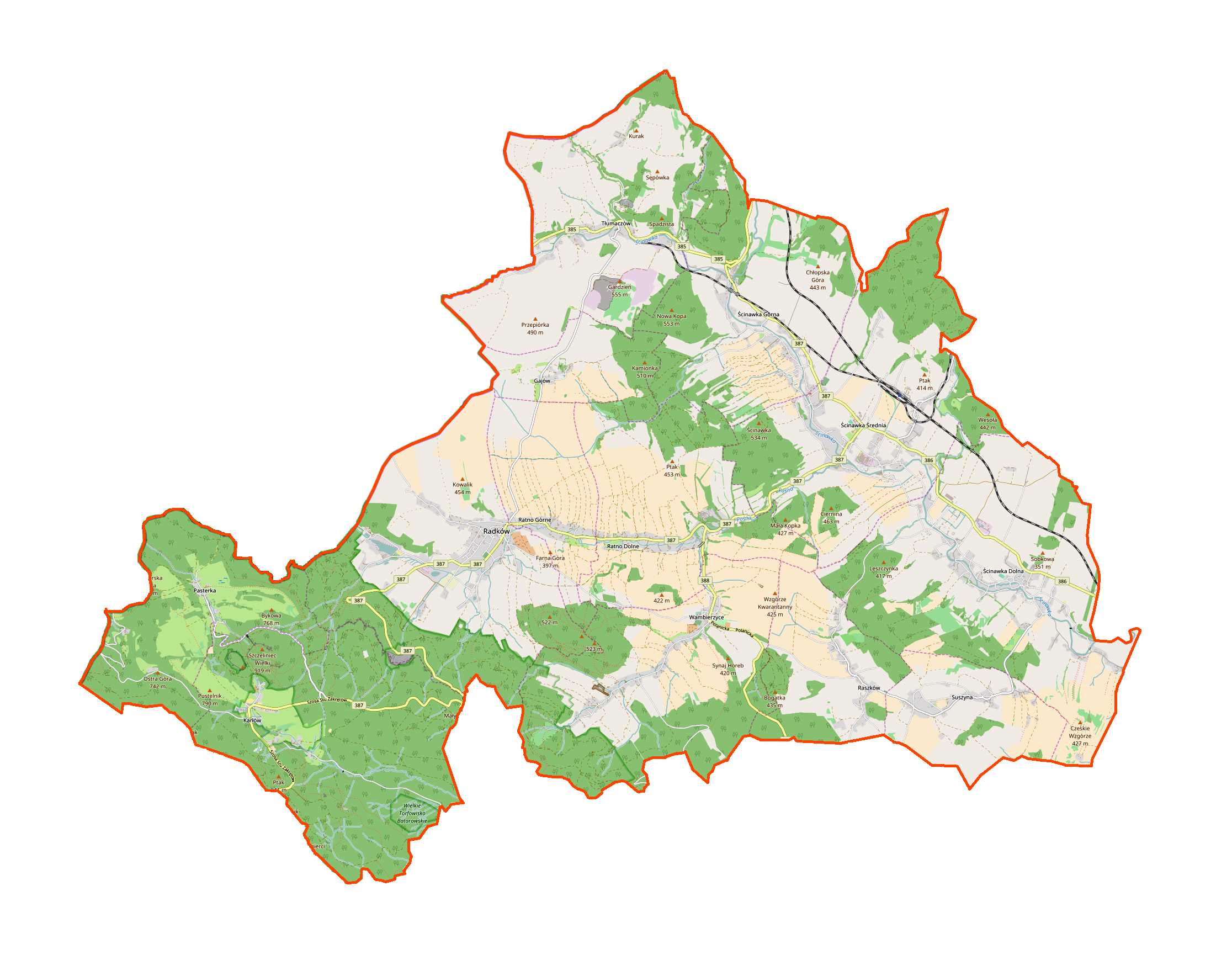
Karte der Gemeinde

Die Gemeinde grenzt im Nordwesten an Tschechien. Nachbargemeinden in Polen sind die Land- und die Stadtgemeinde Nowa Ruda im Nordosten, Kłodzko im Osten und Südosten, Szczytna im Süden sowie Kudowa-Zdrój im Südwesten. Die Kreisstadt Kłodzko (Glatz) liegt etwa 24 Kilometer südöstlich.
Die Gemeinde liegt im Glatzer Kessel. Zu den Gewässern gehören die Ścinawka (Steine) und ihr Zufluss Pośna (Posna, auch Rathener Wasser). Die höchste Erhebung ist mit 919 m n.p.m. der höchste Berg des Heuscheuergebirges (Góry Stołowe): Szczeliniec Wielki (Große Heuscheuer).

## Geschichte
Die Landgemeinde wurde 1973 aus verschiedenen Gromadas wieder gebildet. Sie wurde 1990/1991 mit der Stadtgemeinde zur Stadt-und-Land-Gemeinde zusammengelegt. Ihr Gebiet kam 1954 zum Powiat Noworudzki und 1973 zum Powiat Kłodzki. Im Jahr 1975 wurde der Powiat aufgelöst und das Gebiet kam von der Woiwodschaft Breslau zur Woiwodschaft Wałbrzych. Zum 1. Januar 1999 kam die Gemeinde zur Woiwodschaft Niederschlesien und wieder zum Powiat Kłodzki.

## Gemeindepartnerschaften
- Anröchte, Deutschland
- Machov, Tschechien

## Gliederung
Zur Stadt-und-Land-Gemeinde Radków gehören die Stadt selbst und 12 Dörfer mit 11 Schulzenämtern (sołectwa):
- Gajów (Reichenforst)
- Karłów-Pasterka (Karlsberg und Passendorf)
- Raszków (Seifersdorf)
- Ratno Dolne (Niederrathen)
- Ratno Górne (Oberrathen)
- Ścinawka Dolna (Niedersteine)
- Ścinawka Górna (Obersteine)
- Ścinawka Średnia (Mittelsteine)
- Suszyna (Dürrkunzendorf)
- Tłumaczów (Tuntschendorf)
- Wambierzyce (Albendorf)

Ein entvölkerter Ort ist Ostra Góra (Nauseney).

## Verkehr
Durch das Gebiet der Gemeinde führen die Woiwodschaftsstraßen DW385, DW386, DW387 und DW388.
An der Bahnstrecke Kłodzko–Wałbrzych besteht der Bahnhof Ścinawka Średnia.
Der nächste internationale Flughafen ist Breslau.